# Eberhard Vogel
Eberhard Vogel, född den 8 april 1943 i Altenhain, Tyskland, är en tysk och östtysk fotbollsspelare som tog OS-brons i fotbollsturneringen vid de olympiska sommarspelen 1972 i München.